# Эргономика
Эргоно́мика (от др.-греч. ἔργον — работа + νόμος — закон) — в традиционном понимании — наука о приспособлении должностных обязанностей, рабочих мест, предметов и объектов труда, а также компьютерных программ для наиболее безопасного и эффективного труда работника, исходя из физических и психических особенностей человеческого организма.
Более широкое определение эргономики, принятое в 2010 году Международной ассоциацией эргономики, звучит так: «Научная дисциплина, изучающая взаимодействие человека и других элементов системы, а также сфера деятельности по применению теории, принципов, данных и методов этой науки для обеспечения благополучия человека и оптимизации общей производительности системы».
По классификатору ВАК — специальность 19.00.03 «Психология труда, инженерная психология, эргономика».

## История
Термин в написании «ergonomia» (эргономия) впервые был использован польским учёным Войцехом Ястшембовским в 1857 году в его работе «План эргономики, то есть науки о труде, основанной на истинах, взятых из естественных наук» (пол. «Rys ergonomji czyli nauki o pracy, opartej na prawdach poczerpniętych z Nauki Przyrody»).
Дальнейшее развитие получила в 1920-х годах, в связи со значительным усложнением техники, которой должен управлять человек в своей деятельности. Первые исследования в этой области начали проводиться в СССР, Великобритании, США и Японии.
Термин «эргономика» был принят в Великобритании в 1949 году, когда группа английских учёных положила начало организации Эргономического исследовательского общества. В СССР в 1920-е годы предлагалось название «эргология», в США раньше имелось собственное наименование — исследование человеческих факторов, а в ФРГ — антропотехника, но в настоящее время наибольшее распространение получил английский термин.
Развитие эргономики в середине XX века связано практически неразрывно с научно-техническим прогрессом в военном деле, развитием и усложнением вооружения и военной техники, побочным продуктом которого в дальнейшем стало развитие промышленной эргономики, а затем коммерческих технологий повышения эргономичности продукции для продвижения на рынок тех или иных категорий и групп товаров.
В 1986 году профессором А. Е. Аствацатуровым был введён термин «инженерная эргономика», а также его методы и методологическая основа.

В последнее время эргономика отходит от классического определения и перестаёт быть напрямую связана с производственной деятельностью.

## Периодизация
По направлению исследований, принята следующая периодизация развития эргономики как науки в различные десятилетия XX века:
- 1950-е годы — военная эргономика;
- 1960-е годы — промышленная эргономика;
- 1970-е годы — эргономика товаров широкого потребления;
- 1980-е годы — интерфейс «человек — компьютер» и эргономика программного обеспечения;
- 1990-е годы — когнитивная эргономика и организационная эргономика.

## Разделы эргономики
Эргономика изучает действия человека в процессе работы, скорость освоения им новой техники, затраты его энергии, производительность и интенсивность при конкретных видах деятельности. Современная эргономика подразделяется на микроэргономику, мидиэргономику и макроэргономику.
- Ми́кроэргономика (иногда её неверно упоминают как миниэргономику) занимается исследованием и проектированием систем «человек — машина». В частности, проектирование интерфейсов программных продуктов находится в ведении микроэргономики.
- Ми́диэргономика занимается изучением и проектированием систем «человек — коллектив», «коллектив — организация», «коллектив — машина», «человек — сеть». Именно мидиэргономика исследует производственные взаимодействия на уровне рабочих мест и производственных задач. К ведению мидиэргономики, в частности, относится проектирование структуры организации и помещений; планирование и установление расписания работ; гигиена и безопасность труда.
- Ма́кроэргономика исследует и проектирует систему в целом, учитывая все факторы: технические, социальные, организационные; как внешние к системе, так и внутренние. Целью макроэргономики является гармоничная, согласованная, надежная работа всей системы и всех элементов системы.[4]

## Виды совместимости среды «человек-машина»
- Антропометрическая совместимость — учёт размеров тела человека (антропометрии), возможности обзора внешнего пространства, положения оператора при работе.
- Сенсомоторная совместимость — учёт скорости моторных операций человека и его сенсорных реакций на различные виды раздражителей.
- Энергетическая совместимость — учёт силовых возможностей человека при определении усилий, прилагаемых к органам управления.
- Психофизиологическая совместимость — учёт реакции человека на цвет, цветовую гамму, частотный диапазон подаваемых сигналов, форму и другие эстетические параметры машины.

## Подходы
При изучении и создании эффективных управляемых человеком систем, в современной эргономике наиболее часто применяется системный подход (также называемый «системо-центрическим»). Ранее использовались антропо-центрический, машино-центрический и др. Новым является средо-ориентированный подход.
Для оптимизации управляемых человеком систем эргономика использует результаты исследований в психологии, физиологии (особенно нейрофизиологии), гигиены и безопасности труда, социологии, культурологии и многих технических, инженерных и информационных дисциплинах.
Некоторые термины эргономики стали широко употребляться в быту, например, человеко-ча́с (мера временной ёмкости деятельности). В настоящее время открытия эргономики используются не только на производстве, но также в быту, в спорте и даже в искусстве.

## Организация рабочего места
При организации рабочих мест необходимо учитывать то, что конструкция рабочего места, его размеры и взаимное расположение его элементов должны соответствовать антропометрическим, физиологическим и психофизиологическим данным человека, а также характеру.

### Выбор положения работающего
При выборе положения работающего необходимо учитывать:
- физическую тяжесть работ;
- размеры рабочей зоны и необходимость передвижения в ней работающего в процессе выполнения работ;
- технологические особенности процесса выполнения работ;
- статические нагрузки рабочей позы;
- время пребывания.

Рабочее место для выполнения работ стоя организуется при физической работе средней тяжести и тяжелой. Если технологический процесс не требует постоянного перемещения работающего и физическая тяжесть работ позволяет выполнять их в положении сидя, в конструкцию рабочего места следует включать кресло и подставку для ног.

### Пространственная компоновка рабочего места
Конструкция рабочего места должна обеспечивать выполнение трудовых операций в зонах моторного поля в зависимости от требуемой точности и частоты действия:
- выполнение трудовых операций «очень часто» (2 и более операций в минуту) и часто (менее 1 операции в минуту) должно производиться в пределах зоны легкой досягаемости и оптимальной зоны моторного поля;
- выполнение редких трудовых операций допускается в пределах зоны досягаемости моторного поля.

### Размерные характеристики рабочего места
Конструкция и обустройство рабочего места должны обеспечивать оптимальную рабочую позу работника, учитывающую и не препятствующую естественным физиологическим процессам организма работника и обеспечивающую оптимальную возможность выполнения работы для которой предназначено рабочее место:
В современном мире значительная часть работы делается в положении сидя, организуя сидячее рабочее место необходимо обращать внимание на следующие факторы:
- высоту рабочей поверхности и размеры рабочей зоны, возможности регулировать эти параметры под индивидуальные особенности организма работающего;
- высоты и строения опорной поверхности (плоская опорная поверхность, седловидная опорная поверхность, наклонные распределенные опорные поверхности);
- пространства для ног.

Современные передовые тенденции в организации рабочего места должны учитывать индивидуальные особенности работника. Не учет индивидуальных особенностей наносит значительный вред здоровью сотрудника использующего рабочее место, так же значительно снижаются производственные показатели как количественные, так и качественные.

### Взаимное расположение рабочих мест
Взаимное расположение и компоновка рабочих мест должны обеспечивать безопасный доступ на рабочее место и возможность быстрой эвакуации в случае опасности.

### Размещение технологической и организационной оснастки

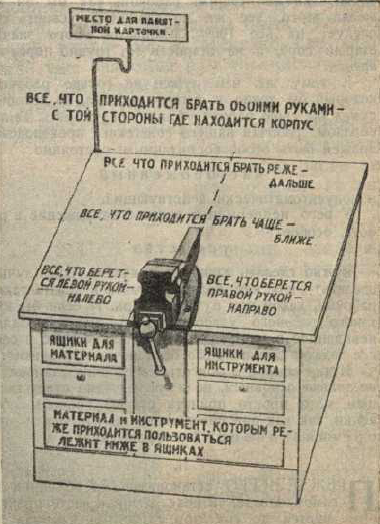
Правильное расположение инструмента. Из памятки Центрального института труда для рабочих, 1924

- на месте не должно быть ничего лишнего, все необходимое для работы должно находиться в непосредственной близости от работающего, размещение оснастки должно исключать неудобные позы работника;
- те предметы, которыми пользуются чаще, располагаются ближе тех предметов, которыми пользуются редко;
- те предметы, которые берутся левой рукой, должны находиться слева, а те предметы, что берутся правой рукой, — справа;
- более опасная с точки зрения травмирования оснастка должна располагаться ниже менее опасной оснастки; однако при этом следует учитывать, что тяжелые предметы при работе удобнее и легче опускать, чем поднимать.
- рабочее место не должно загромождаться заготовками и готовыми деталями.

### Обзор и наблюдение за технологическим процессом
Конструкция и расположение средств отображения информации, предупреждающих о возникновении опасных ситуаций, должны обеспечивать безошибочное, достоверное и быстрое восприятие информации. Акустические средства отображения информации следует использовать, когда зрительный канал перегружен информацией, в условиях ограниченной видимости, монотонной деятельности.

## Правовая охрана
Эргономические решения, как и дизайнерские решения, являются результатами творческой деятельности и подлежат правовой охране в большинстве стран на основе норм патентного права. Но если дизайн преобразует окружающую среду на основе эстетических критериев, то эргономические решения направлены на обеспечение эффективности, безопасности и комфортабельности жизнедеятельности человека на основе законов психологии, физиологии труда и других отраслей науки. А это означает, что эргономические решения направлены на достижение технического результата и потому должны охраняться изобретательским правом, в то время как дизайнерские решения чаще всего являются объектами промышленных образцов.